# Biomusicologia
La biomusicologia és l'estudi de la música des d’un punt de vista biològic. El terme va ser encunyat per Nils L. Wallin el 1991 per a englobar diverses branques de la psicologia de la música i de la musicologia, com la musicologia evolutiva, la neuromusicologia i l'etnomusicologia.
La musicologia evolutiva estudia els «orígens de la música, la qüestió del cant dels animals i les pressions de selecció subjacents a l'evolució de la música i l'evolució humana». La neuromusicologia estudia les «àrees cerebrals implicades en el processament de la música, els processos neuronals i cognitius de processament musical, l'ontogènia de la capacitat musical i l'habilitat musical». L'etnomusicologia estudia les «funcions i usos de la música, els avantatges i els costos de fer música, i les característiques universals dels sistemes musicals i del comportament musical».
La biomusicologia aplicada «intenta proporcionar informació biològica sobre aspectes com els usos terapèutics de la música en el tractament mèdic i psicològic; l'ús generalitzat de la música en mitjans audiovisuals com el cinema i la televisió; la presència omnipresent de la música en llocs públics i el seu paper i influència la comportament de masses, i l'ús potencial de la música per a funcionar com a potenciador general de l'aprenentatge». Mentre que la biomusicologia fa referència a la música entre els humans, la zoomusicologia estén el camp a altres espècies.